# Vasile Sandu
Adrian Sandu (n. 12 ianuarie 1937, Dolhești, județul Suceava) este un pictor și sculptor român.

## Biografie
Studii: Facultatea de Desen, Universitatea de Vest Timișoara, clasa profesorilor Adalbert Luca și Hildegard Fakner, promoția 1969.
Activitatea profesională:
- 1969 -1997: prof. de desen la Centrul Școlar Arad;
- Debut: 1968 - Festivalul de Artă studențească, București.

## Expoziții

### Expoziții personale
- 1968 - Expoziție de gravură, Aula Universității din Timișoara;
- 1974 - Expoziție de artă decorativă, Galeria Alfa, Arad;
- 1978 - Expoziție de pictură - sculptură, Galeria Alfa, Arad;
- 1981 - Expoziție de pictură, Galeria Alfa, Arad;
- 1996 - Expoziție de pictură, Wendlingen am Neckar, Germania;

### Expoziții de grup
- 1973 - Galeria Alfa, Arad;
- 1974 - Casa de cultură Ineu, Arad;
- 1972 - Bekescsaba, (H);
- 1974 - Zrenjanin, (YU);
- 1977 - Muzeul Tesedik, Szarvas, (H);
- 1980 - Galeria UAP, Sibiu;
- 1981 - Muzeul de Istorie Oroshaza, (H);
- 1987 - Galeria UAP, Deva;
- 1989 - Zrenjanin, (YU);
- 1997 - Muzeul Țării Crișurilor, Oradea;

### Expoziții naționale
- 1972 - 2006 - Salonul anual de artă, Galeriile Alfa, Arta, Delta - Arad;
- 1981 - Expoziție retrospectivă de artă plastică, Sala Dalles, București;
- 1996, 1998, 2000, 2002, 2004 - Bienala de Sculptură Mică, Galeria Delta, Arad.

### Expoziții internaționale
- 2001, 2004, 2007 - Trienala Internațională de Ex libris ”Ioan Slavici”, Muzeul de Artă, Arad
- 2007- Bienala Internațională de Grafica Mică “GRAFIX”, Breclav (CZ);

### Participări la tabere
- 1982 - Tabară de sculptură „Malul Mureșului”, Arad;

- Lucrări în colecții de stat: Muzeul de Artă Arad; Biblioteca Județeană Arad; Casa de Cultură Lipova, Arad; Primăria Arad; Primăria Wendlingen am Neckar, Germania.

## Lucrări și cronică
|  | Vasile Sandu este la prima sa expoziție personală mai amplă. Prezență discretă, dar continuă în viața artistică arădeană încă de la absolvirea facultății, Vasile Sandu a oscilat între pictură și sculptură. Au fost momente în care ni s-a părut că s-a fixat la sculptură, dovedind înclinație pentru un decorativism foarte actual, conceput în scopul integrării lui într-o ambianță. Apariția în unele expoziții cu lucrări de pictură, executate în maniere diverse, ne-a determinat să credem că Vasile Sandu practica pictura ca un fel de “Violon d’Ingres”, ea fiind o preocupare secundară. Expoziția sa din sala “Alfa” ne-a dovedit contrariul, demersurile creatoare ale tânărului artist desfășurându-se paralel, cu succese notabile atât în sculptură, cât și în pictură. Prima observație care se impune este unitatea de viziune și stil la care a ajuns Vasile Sandu în pictură. El a prezentat un ansamblu de lucrări foarte închegat. Ceea ce dă unitate acestui ansamblu este cromatica sau, mai exact, tipul de reacție în culoare față de frumusețile naturii. Pentru Vasile Sandu, peisagist prin excelență, natura este frumoasă în sine, datoria pictorului fiind să găsească mijloacele de a o transpune pe pânză fără artificii. În acest caz, franchețea sentimentului constituie deopotrivă temeiul și efectul artei. Culorile anotimpurilor, ale dimineților și amiezilor sunt culese de ochiul artistului și trecute prin sufletul său care le dă dimensiunea și semnificația umană. De aceea, fără a ne pune „probleme” dificile pictura lui Vasile Sandu ne provoacă o emoție sinceră. Deși formele create în sculptură par a fi elaborate “la rece”, printr-un demers geometrizant, care presupune o supraveghere cerebrală, ele se leagă strâns cu pictura. În fond, Vasile Sandu urmărește realizarea unei „sculpturi-obiect” printr-o șlefuire de artizan care înnobilează materia, îi dă căldură și vibrație. Este o sculptură cu caracter intim, destinată interioarelor, având ca țintă participarea la crearea unei atmosfere, a unui cadru modern. Același sentiment de bucurie simplă se degajă din sculptura și pictura lui Vasile Sandu, fapt care ne convinge despre autenticitatea artei sale și ne dă speranțe în evoluția sa viitoare. | — Horia Medeleanu |